# Kerzenherstellung

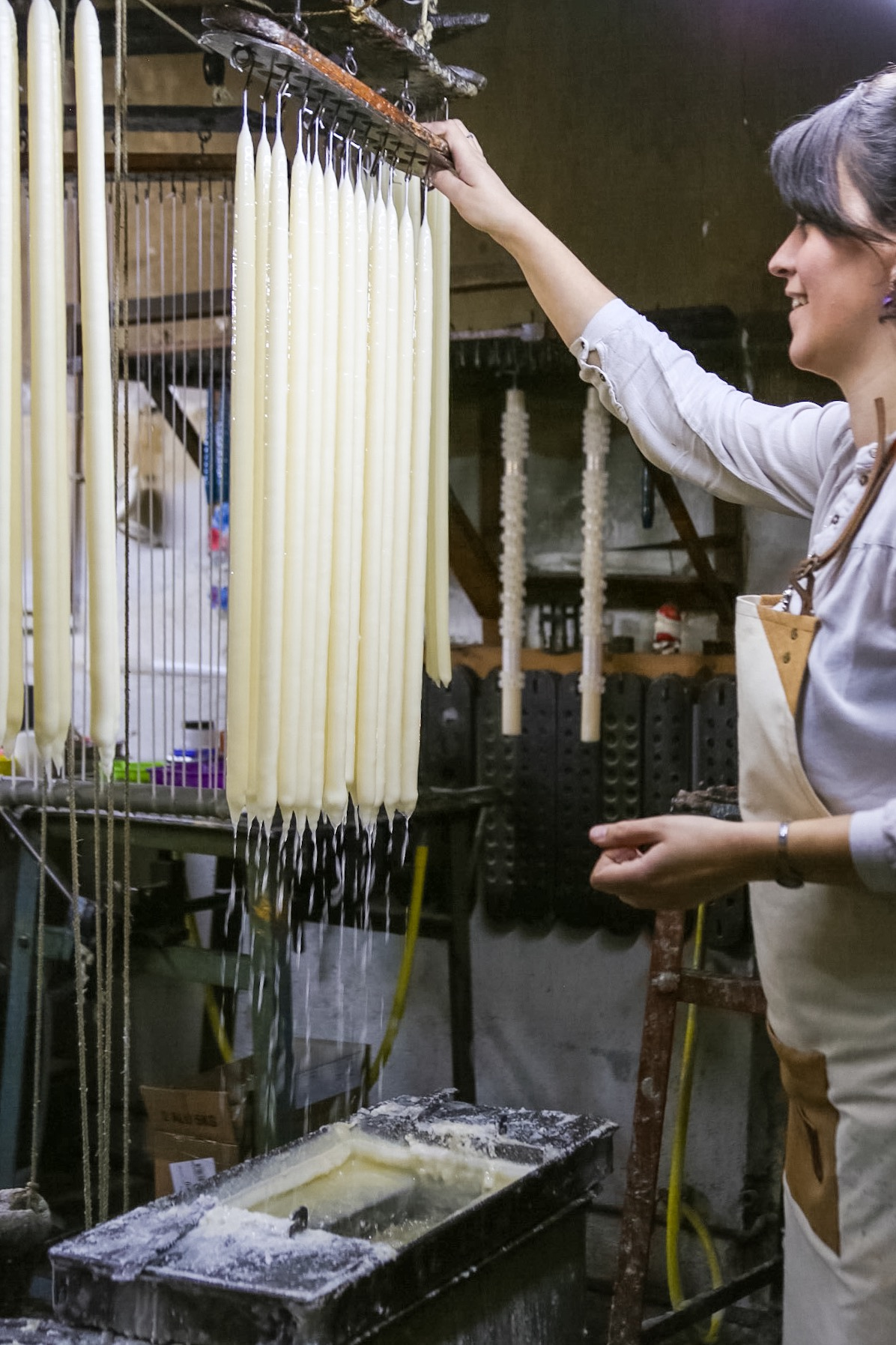
Kerzenherstellung in Spanien

Kerzenherstellung wird durch Wachszieher und Kerzenzieher betrieben.

## Techniken der Kerzenherstellung
Es gibt mehrere Techniken zur Herstellung von Kerzen: Pressen, Gießen, Ziehen, Extrudieren, Tauchen und Aufgießen.

### Pressen von Kerzen
Heute die häufigste und billigste Art, um Kerzen herzustellen. Ein Pulver aus Wachs wird in einem Zylinder unter hohem Druck von zwei Stempeln gepresst, durch den Druck wird das Pulver hart. Der Rohling wird noch getaucht, die Kerze ist fertig.

### Gießen
Flüssiges Wachs wird in Formen gegossen, die Formen unterscheiden sich in Form und Material. In Gips-, Kunststoff- oder Metallformen werden z. B. Spitzkerzen und Stumpen gegossen. Aufwendige Kerzen werden in Silikonformen gegossen, z. B. Osterhasen und Weihnachtsmänner.

### Ziehen
Auf einer Zugmaschine wird ein Docht durch heißes Wachs gezogen und danach durch ein Kaliber, bei dem das überschüssige Wachs abgestreift wird (die Größe des Kalibers nimmt langsam zu). Dies wird so lange wiederholt, bis die Kerze die richtige Dicke erreicht hat.

### Extrudieren
Eine Wachsmasse wird in einer drehenden Schnecke bei einer bestimmten Temperatur durch ein Kaliber geschoben, das der Kerze die Form gibt.

### Tauchen
Der Docht wird öfter in Wachs getaucht, dadurch wird die Kerze dicker. Dies wird wiederholt, bis die Kerze die gewünschte Dicke hat.
Dies geschieht in Fabriken maschinell, zu tausenden werden Dochte in das Wachs getaucht und anschließend gekühlt. Manuell wird das noch in  Manufakturen betrieben.

### Aufgießen
Kerzen werden vom Docht an aufgegossen. Somit werden sie immer dicker bis zur gewünschten Größe.

### Kneten
Heißes Paraffin wird in Behältern gegossen, im Wärmeschrank auf Temperatur zum Handkneten gehalten. Davon werden z. B. Blumen oder Obstkerzen wie Apfel oder Birne per Hand geknetet.